# یانکو روسف
یانکو روسف (بلغاری: Янко Русев؛ زادهٔ ۱ دسامبر ۱۹۵۸) وزنه‌بردار اهل بلغارستان بود.
وی در مسابقات کشوری و بین‌المللی در مجموع برندهٔ ۲۲ مدال طلا، ۵ مدال نقره، ۴ مدال برنز شده‌است.